# Mikel Bizkarra
Bizkarra  Etxegibel est un nom espagnol. Le premier nom de famille, en général paternel, est Bizkarra ; le second, en général maternel, souvent omis, est Etxegibel.
Mikel Bizkarra Etxegibel, né le 21 août 1989, est un coureur cycliste espagnol, membre de l'équipe Euskaltel-Euskadi.

## Palmarès
- 2005
  - 3e du championnat de Biscaye cadets
- 2010
  - Premio Nuestra Señora de Oro
  - 3e de la Subida a Gorla
- 2014
  - Champion de Biscaye (San Gregorio Saria)
  - Subida a Urraki
  - San Bartolomé Saria
  - 2e étape du Tour de la province de Valence
  - 2e du Torneo Euskaldun
  - 2e de la Prueba Loinaz
  - 3e de la Clásica Ciudad de Torredonjimeno
  - 3e de la Subida a Altzo
  - 3e du Tour de Tolède
  - 3e du Circuito Aiala
- 2018
  - 3e étape du Tour d'Aragon
  - 2e du Tour d'Aragon

## Résultats sur les grands tours

### Tour d'Espagne
5 participations
- 2018 : 17e
- 2019 : 48e
- 2021 : 46e
- 2022 : 28e
- 2024 : 26e

## Classements mondiaux
| Année                                 | 2013 | 2014 | 2015 | 2016 | 2017 | 2018 | 2019 | 2020 | 2021 | 2022 | 2023 | 2024 |
| ------------------------------------- | ---- | ---- | ---- | ---- | ---- | ---- | ---- | ---- | ---- | ---- | ---- | ---- |
| Classement mondial                    |      |      |      | 611e | 863e | 352e | 407e | 820e | 483e | 416e | 526e | 473e |
| UCI Europe Tour                       | 731e | nc   | nc   | 371e | 547e | 268e | 324e | 655e | 391e | 333e | nc   | nc   |
| UCI Asia Tour                         | 279e | nc   | nc   | nc   | nc   | nc   |      |      |      |      |      |      |
|                                       |      |      |      |      |      |      |      |      |      |      |      |      |
| Légende : nc = non classéSource : UCI |      |      |      |      |      |      |      |      |      |      |      |      |